# Coliseum (Getafe)
Das Coliseum ist ein Fußballstadion im Vorort Getafe der spanischen Hauptstadt Madrid, Autonome Gemeinschaft Madrid. Es ist die Heimspielstätte des Fußballvereins FC Getafe.  Das Stadion ist der Mittelpunkt des 2005 eröffneten Komplexes Ciudad Deportiva Getafe CF (deutsch Sportstadt FC Getafe). Dazu gehören u. a. mehrere Trainingsplätze verschiedener Größe sowie ein Fitnessstudio mit Schwimmbad und Schwimmhalle. Der Campo 2 mit Flutlicht und Kunstrasen besitzt eine kleine Tribüne mit 1500 Plätzen, dort trägt die B-Mannschaft des Clubs ihre Spiele aus. Der Komplex liegt an der Autobahn M-45.

## Geschichte
Das Stadion wurde offiziell am 2. September 1998 eröffnet. Das Coliseum ersetzte das Estadio de las Margaritas, dass am 2. September 1970 eröffnet wurde, als sportliche Heimat des FC Getafe. Ende 1996 erfolgte der Abriss. Es trägt seinen Namen zu Ehren des in Getafe geborenen ehemaligen spanischen Fußballspielers Alfonso Pérez Muñoz. Bemerkenswert hierbei war, dass Alfonso, wie er zumeist kurz genannt wurde, zu jener Zeit noch aktiver Spieler bei Betis Sevilla war. Er selbst stammt zwar aus Getafe, hat aber nie beim dortigen Fußballclub gespielt, seine Karriere begann er in der Jugend von Real Madrid.
Das Stadion fasste ursprünglich 14.400 Zuschauer, wurde aber sukzessive ausgebaut und bietet gegenwärtig 17.700 Plätze. Die Nord- und die Osttribüne sind auf natürlichen Hügeln aufgebaut, die Westtribüne wurde vollständig überdacht.
Am 20. Mai 2010 wurde das Endspiel der UEFA Women’s Champions League 2009/10 vor 10.372 Zuschauern im Coliseum Alfonso Pérez ausgetragen. Der 1. FFC Turbine Potsdam besiegte Olympique Lyon, nach torlosen 90 Minuten und Verlängerung, im Elfmeterschießen mit 7:6.
Das Stadion wurde im Oktober 2023 durch ersatzlose Streichung des Beinamens Alfonso Pérez in Coliseum umbenannt. Pérez war zuvor mit sexistischen Aussagen in die Kritik geraten. Das an den Klub geliehene Stadion müsse „ein Beispiel für die Vermittlung positiver Werte im Sport wie Gleichheit, Solidarität und Respekt sein“ teilte der Rat von Getafe mit.

## Galerie

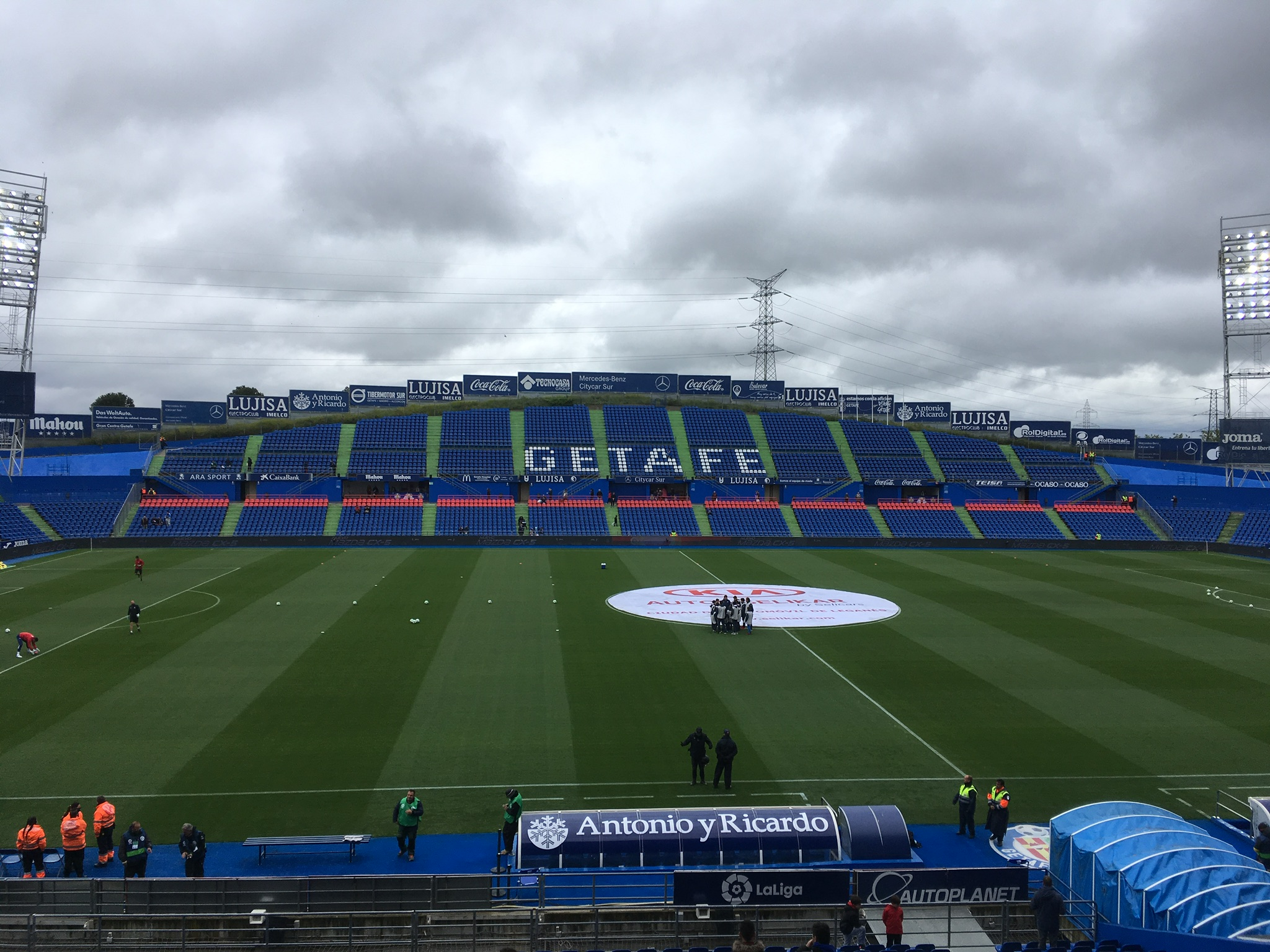
Das Coliseum Alfonso Pérez vor einem Spiel der Primera División 2017/18 zwischen dem FC Getafe und dem FC Girona (1:1) am 29. April 2018